# Ионические острова

Ионические острова на административной карте Греции

Иони́ческие острова́ (греч. Ιόνια νησιά, Ионии, Ιόνιοι νήσοι) — группа островов в западной и юго-западной части Греции. Своё название острова получили от одноимённого моря, которое омывает берега островов в своей восточной части. Эти острова также часто называют «Семью Островами» (Επτάνησα), хотя помимо семи основных здесь существует множество небольших островов. К основным островам архипелага относятся (с севера на юг): Керкира, Пакси, Лефкас, Итака, Кефалиния, Закинф и Китира (последний расположен к югу от Пелопоннеса, относится к периферии Аттика).
Ионические острова — единственная часть Греции, никогда не бывавшая под властью Османской империи.

## Список островов
Ниже представлен список Ионических островов. Самые крупные из них выделены жирным шрифтом.
- Айия-Марина
- Андикитира
- Андипакси
- Атокос
- Диапонтии-Ниси
- Закинф
- Итака
- Каламос
- Кастос
- Керкира
- Кефалиния
- Китира
- Лефкас
- Матракион
- Меганисион
- Отони
- Пакси
- Проти
- Птихия
- Сапьендза
- Скорпиос
- Строфадес
- Сфактирия
- Схиза
- Элафонисос
- Эрикуса

## ЭСБЕ об Ионических островах
Данный раздел описывает состояние на конец XIX века, если явно не указано иное.
Ионийские острова (числом 7) — лежат в Ионийском море, близ западного (один — близ южн.) берега Греции: Корфу (в древности Керкира; самый северный), Паксос, Левкада (Санта-Маура, в древности Леука), Фиаки (в древн. Итака), Кефалония (самый большой по площади), Закинф (Занте), Китира, или Китера (Цериго). Поверхность — 2296 км². Острова полны известковыми горами меловой системы; климат весьма мягок; острова плодородны, хотя страдают недостатком воды. На Кефалонии есть роскошные оливковые рощи, но вообще острова безлесны. Главные продукты: вино, масло, южные плоды.

### О населении
Главные занятия жителей: земледелие и овцеводство, рыболовство, торговля, корабельное дело; обрабатывающая промышленность в зачаточном состоянии. Благодаря тому, что Ионические острова были избавлены от турецкого господства, а в XIX веке находились под управлением англичан, благосостояние их жителей значительно выше, чем в остальной Греции. В 1864 году, когда острова присоединены к Греции, на них были распространены греческие законы; доныне сохраняется только самостоятельный гражданский кодекс.
Население: греки (в 1889 г. 235 122 чел.), итальянцы (1100 чел.), англичане (1500 чел.). На каждом острове имеется по 1 лицею, а на острове Корфу — колледж и университет, с 1823 г.

### Древняя история
Древняя история Ионических островов тесно связана с историей древней Греции. Итака прославлена в «Одиссее» как родина Одиссея; Лефкас известен из истории Сапфо. Острова были населены преимущественно дорическим племенем. Керкира была колонией Коринфа, но рано от него отделилась и постоянно враждовала с ним; во время борьбы тирана Периандра с его сыном Ликофроном служила убежищем для последнего. Она дала толчок Пелопоннесской войне. Во время римского завоевания острова разделили судьбу остальной Греции и вошли в состав римской провинции Ахайи; после разделения Римской империи они отошли к Восточной Римской империи.

### Средневековье
В 1186 году они были потеряны Византией и в течение 3 веков служили объектом постоянной борьбы между Византией, Венецией, Неаполем и др. соседними государствами, пока к концу XV в. ими окончательно не завладела Венеция.
Венецианцы успешно отстаивали своё приобретение от турок, завоевавших Балканы.

### Республиканское правление
В 1797 году генерал Бонапарт, покорив Венецию, захватил и Ионические острова, которые по Кампо-Формийский мирному договору присоединил к Франции, тогда как Венеция была уступлена Австрии. Через 3 года флоты России и Турции под командованием вице-адмирала Ушакова Ф.Ф., соединенные в силу коалиции 1799 года, отняли у Франции острова. Павел I образовал из них республику Семи Островов, под покровительством султана и русского императора; республика должна была платить Турции небольшую дань.
В 1807 по Тильзитскому миру острова были уступлены Франции, но уже через 2 года англичане захватили их, кроме Корфу; последний был отдан им по Парижскому миру (30 мая 1814). На основании 2-го Парижского мира (20 ноября 1815) острова были преобразованы в полусамостоятельное государство, под покровительством Англии. Внутренними делами на островах, на основании конституции 1817, заведовал назначавшийся Англией верховный лорд комиссар (Lord High Commissioner); законодательная власть принадлежала местному парламенту. Международные сношения островов находились в исключительном ведении лондонского кабинета; однако, Англия во время войны 1854—1855 гг. фактически признала за островами право нейтралитета.

### Греческая революция и объединение с Грецией
Близость к Греции свободных островов, населённых греками же, была весьма полезна для дела греческого восстания: оттуда были родом многие инсургенты, туда спасались беглецы, на службе в тамошних войсках многие деятели восстания (например, Колокотрони) приобрели военный опыт. После освобождения Греции на островах возникло сильное течение в пользу соединения с ней, которого не могли ослабить ни либеральные реформы, ни кровавые расправы с политическими преступниками. В 1848 году произошло восстание, подавленное с значительной суровостью; в 1849 году вспыхнуло новое восстание, поднятое партией, называвшей себя младоионийской. Под влиянием восстаний правительство согласилось на расширение избирательных прав; но это лишь усилило демократические элементы в палате депутатов, которая с тех пор стала решительной выразительницей сепаратистских стремлений народа. В конце 50-х годов в Англии возникло течение в пользу добровольной уступки островов Греции; сам лорд комиссар высказался за эту меру (дальнейшие события см. соотв. статью). Державы, подписавшие Парижский трактат 1815 г., согласились на уступку островов, под условием нейтрализации Корфу. После плебисцита, подавляющим большинством вотировавшего эту меру, 30 мая 1864 г. лорд верховный комиссар, сэр Г. Сторк, торжественно передал власть над островами греческому комиссару Займису (см. соотв. статью).

### О денежной системе
До 1876 года в обороте использовались драхмы и обычные серебряные монеты. За монетную единицу принимался или мексиканский доллар, содержавший 23,4 грамм чистого серебра, который делили на 104 обола, или цента (около 1 р. 35 к. мет.), или австрийский талер Марии-Терезии (левантийский талер), получивший название таларо и делившийся на 100 оболов (около 1 р. 30 к.). С 1876 года в качестве монетной системы принята греческая.

## XX век
В 1923 г. Ионические острова краткое время находились под итальянской оккупацией. Также острова были оккупированы во время Второй мировой войны.
В 1935 г. Корфу был первым местом в Греции, куда вернулся из изгнания король Георг II после восстановления в стране монархии.